# Aggborough
Aggborough – stadion piłkarski, położony w Kidderminster, w Wielkiej Brytanii. Został otwarty w 1890 roku. Na tym obiekcie swoje mecze rozgrywa zespół Kidderminster Harriers F.C. Jego pojemność wynosi 6238 miejsc, z czego 3140 stanowią miejsca siedzące.